# The Great Cat and Dog Massacre
The Great Cat and Dog Massacre é um livro de história de Hilda Kean. O livro conta a história do massacre de animais de estimação britânicos em setembro de 1939, no início da Segunda Guerra Mundial, quando centenas de milhares de animais de estimação britânicos foram sacrificados preventivamente em antecipação a ataques aéreos e escassez de recursos.
Kean também usa o episódio para discutir os sentimentos das pessoas sobre os seus animais de estimação e a psicologia de uma população em guerra.
O livro foi publicado em 2017 pela University of Chicago Press. O seu título é uma referência à obra de Robert Darnton de 1984, The Great Cat Massacre.